# Arnold Benz

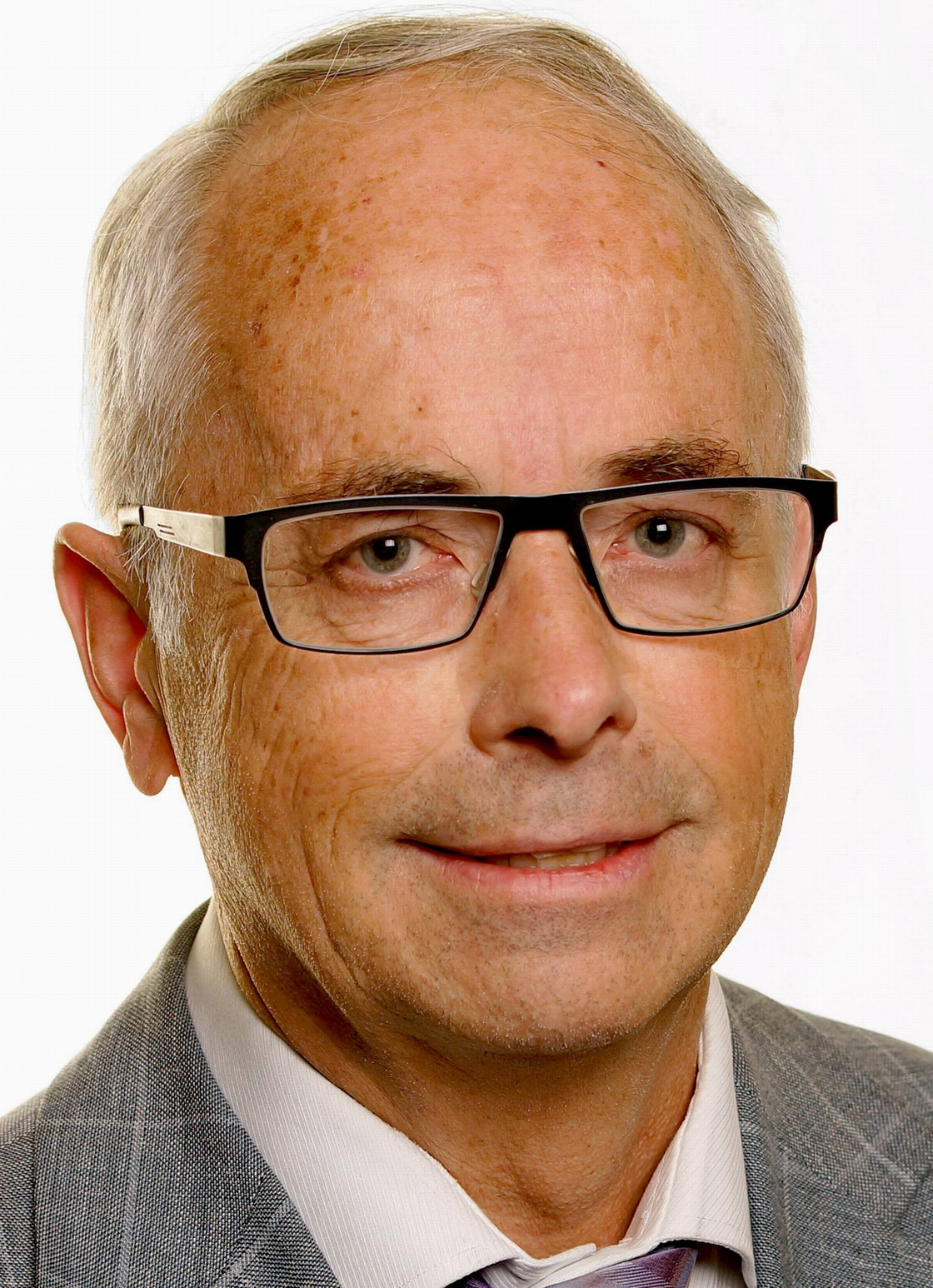
Arnold Benz (2013)

Arnold Otto Benz (* 21. April 1945 in Winterthur) ist ein Schweizer Astrophysiker.

## Werdegang
Benz schloss 1969 sein Studium als theoretischer Physiker an der ETH Zürich ab. Er wechselte darauf als wissenschaftlicher Assistent an die Cornell University in Ithaca, wo er 1973 bei Thomas Gold seine Doktorarbeit in Astrophysik einreichte. Er kehrte darauf als Postdoc an die ETH zurück und konzentrierte sich auf plasmaphysikalische Vorgänge in der Korona. 1979 habilitierte er sich an der ETH und wurde Privatdozent. Von 1974 bis 2010 leitete er die Gruppe für Radioastronomie am Institut für Astronomie und wurde 1993 von der ETH zum Professor für Physik mit Schwerpunkt Astrophysik ernannt.

## Wirken
Benz wurde in der Fachwelt bekannt durch seine Beobachtungen und Interpretationen der solaren Radiostrahlung und der Teilchenbeschleunigung in Sonneneruptionen (UHF) mit über vierhundert Publikationen.  Das Güdel-Benz-Verhältnis zwischen Radio- und Röntgenstrahlung dieser Emissionen wurde nach ihm benannt. Zusammen mit seinem Doktoranden Säm Krucker hat Benz Heizungsereignisse in der Sonnenatmosphäre entdeckt, die heute als aussichtsreichste Erklärung der hohen Temperatur der Korona gelten. Später hat Benz mit Hilfe des Herschel-Weltraumteleskops ionisierte Moleküle bei der Entstehung von Sternen erforscht.
Benz präsidierte zahlreiche Fachgremien, unter anderen von 1999 bis 2002 die Schweizerische Gesellschaft für Astrophysik und Astronomie und von 2000 bis 2003 die Division II (Sonne und Heliosphäre) der Internationalen Astronomischen Union.  Zu seinen ehemaligen Doktoranden zählen Markus Aschwanden (Lockheed Martin), Marina Battaglia (FHNW), Simon Bruderer (MPI Garching), André Csillaghy (FHNW), Manuel Güdel (Wien), Heinz Isliker (Thessaloniki), Säm Krucker (FHNW und UC Berkeley), Pascal Saint-Hilaire (UC Berkeley) und Susanne Wampfler (Bern). Er wurde 2010 emeritiert und arbeitet weiter an der ETH und der Fachhochschule Nordwestschweiz (FHNW).
Einer grösseren Öffentlichkeit bekannt wurde Benz durch Auftritte mit allgemeinverständlichen Vorträgen, ab 1979 auch im Schweizer Fernsehen und Radio.
Arnold Benz beteiligt sich auch am interdisziplinären Gespräch zwischen Naturwissenschaften und Theologie. Er fragt nach den Perspektiven, welche die heutigen kosmologischen Erkenntnisse für den Schöpfungsglauben eröffnen und geht dabei davon aus, dass dieser auf religiösen, teilnehmenden Wahrnehmungen und Erfahrungen beruht, die sich grundsätzlich von naturwissenschaftlichen Beobachtungen unterscheiden. Benz wurde dafür von der Theologischen Fakultät der Universität Zürich mit dem Ehrendoktorat ausgezeichnet. Die University of the South (Sewanee, TN, USA) ernannte ihn 2017 zum Ehrendoktor für «his distinguished contributions to astronomical inquiry and for his illuminating, interdisciplinary reflections».

## Schriften (Auswahl)
- Plasma Astrophysics. Kinetic Processes in Solar and Stellar Coronae. 2. Auflage, Kluwer, Dordrecht 2002, ISBN 1-4020-0695-0.
- Einstein und die Frage nach Gott: Das Herz des Universums. Herder, Freiburg 2005, ISBN 978-3-451-00354-7.
- Das geschenkte Universum: Astrophysik und Schöpfung. 3. Auflage, Simowa, Bern 2018, ISBN 978-3-908152-51-4.
- Die Zukunft des Universums: Zufall, Chaos, Gott? 8. aktualisierte Auflage, Patmos, Ostfildern 2013, ISBN 978-3-8436-0289-1.
- Würfelt Gott? Was Physik und Theologie einander zu sagen haben (mit Samuel Vollenweider). 3. Auflage, Topos Plus, Kevelaer 2015, ISBN 978-3-8367-0009-2. Übersetzt (Englisch), revidiert und teilweise neu: Mission to Saturn – The Story of a Debate About Science and God Crossroad, New York 2022, ISBN 978-0-8245-5055-4.
- Das Universum – Wissen und Staunen / Astrophysikalische Erkenntnisse  und religiöse Erfahrungen (mit Ruth Wiesenberg). Berchtold Haller Verlag, Bern 2019, ISBN 978-3-85570-155-1.
- Unfassbar verschwenderisch – Astronomische Psalmen. TVZ Theologischer Verlag Zürich, Zürich 2023, ISBN 978-3-290-18527-5.